# Petites Sœurs de la Divine Providence
Les Petites Sœurs de la Divine Providence (en latin : Congregatio Sororum Parvarum a Divina Providentia) sont une congrégation religieuse féminine hospitalière de droit pontifical.

## Historique
La congrégation est fondée par Thérèse Grillo Michel (1855 - 1944) après son veuvage, elle décide d'embrasser la cause des pauvres et des nécessiteux. Elle commence par ouvrir sa maison pour les gens dans le besoin, puis en 1893, l'œuvre et les besoins augmentant, elle fonde le petit abri de la Divine Providence.
Attirées par son charisme, de nombreuses femmes la rejoignent ; Thérèse Grillo décide de donner un caractère religieux à la communauté, et le 8 janvier 1899 elle donne l'habit religieux à ses compagnes. L'évêque d'Alexandrie, Mgr Giuseppe Capecci reconnaît les Petites Sœurs de la Divine Providence par décret du 29 mars 1901.
La congrégation reçoit du Pape le décret de louange le 5 juillet 1935 ; leurs constitutions sont définitivement approuvées par le Saint-Siège le 8 juin 1942.

## Activités et diffusion
Les Petites Sœurs de la Divine Providence se consacrent à l'assistance médico-social, orphelinats et foyers pour personnes âgées et handicapées.
Elles sont présentes en Italie, en Argentine et au Brésil.
La maison-mère est à Rome.
En 2017, la congrégation comptait 219 sœurs dans 42 maisons.